# Maik Yohansen
Mijailo Hervasiovich Yohansen, más conocido como Maik Yohansen o Mike Johansen, en ucraniano: Майк Гервасійович Йогансен, (Járkov, 16 de octubre de 1895 – Kiev, 27 de octubre de 1937) – fue un poeta, prosista, dramaturgo, traductor, crítico y lingüista ucraniano. Fue uno de los fundadores de VAPLITE y formó parte del Renacimiento fusilado. Publicó también con los pseudónimos Villi Vetselius [Willy Wetzelius] y M. Kramar.

## Biografía
Maik Yohansen nació el 16 de octubre de 1895 en Járkov. Su padre, un emigrante letón, era profesor de alemán y se aseguró de que su hijo tuviera una educación adecuada. Su madre supuestamente era descendiente de un hijo del legendario cosaco Hritsko y de Ana Saavedra, supuesta hermana de Miguel de Cervantes Saavedra. Maik Yohansen recibió su educación secundaria en el Tercer Gymnasium de Járkov. Allí estudió junto con Hrihori Petnikov y Bohdan Hordev (pseudónimo: Bozhidar), que más tarde se convirtieron en reconocidos poetas futuristas, así como con Yuri Platonov, geógrafo y escritor en prosa. Posteriormente, Maik Yohansen estudió en la Universidad de Járkov, donde se graduó en 1917, especializándose en latín. En la Universidad de Járkov, los profesores de lingüística de Maik Yohansen incluyeron a Leonid Bulajovski y Oleksa Siniavski.
Posteriormente, Maik Yohansen mencionó el nombre de Oleksa Siniavski en su famosa novela Los viajes del científico doctor Leonardo y su futura amante la bella Alcesta a la Suiza de Slobidska (en ucraniano: Подорож ученого доктора Леонардо і його майбутньої коханки прекрасної Альчести у Слобожанську Швайцарію, 1928):

Esa misma noche don José Pereira reservó billetes de tren para él y Rodolfo. A la mañana siguiente, tuvo la suerte de encontrar en el mercado de Barcelona la gramática de Siniavski. No se separó de ella hasta que llegó a las estepas. Disfrutó mucho de los sonidos de la lengua ucraniana.

Maik Yohansen también colaboró con los siguientes autores ucranianos: Mikola Jvilovi, Ostap Vishnia, Yuri Tiutiunnik y Volodimir Sosiura.

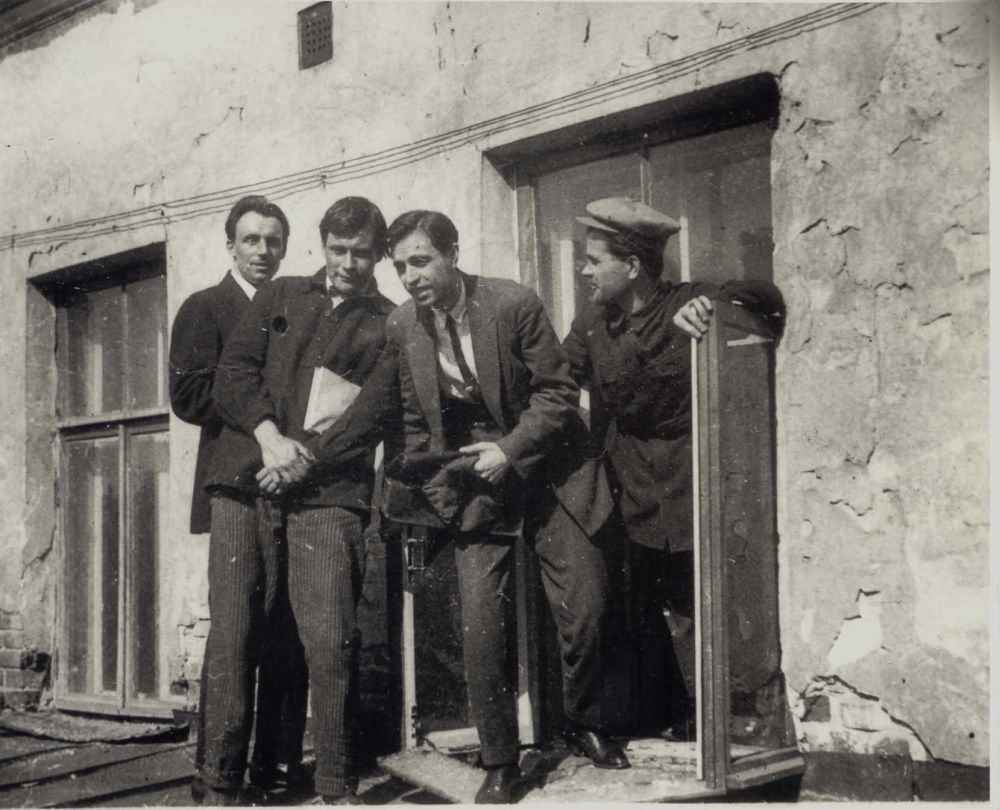
De izquierda a derecha: Petro Panch, Maik Yohansen, Vasil Vrazhlivi, Hrihori Epik, en Járkov, 1926

En 1925 Maik Yohannsen, junto con un grupo de sus colegas, fundó VAPLITE. El mismo año, cuando la VAPLITE se vio obligada a disolverse, en enero de 1928, Maik Yohansen fundó el Grupo Tecno-Artístico A, que fue prohibido oficialmente en 1930. En 1934, Maik Yohannsen se unió a la Unión de Escritores Soviéticos de Ucrania.
El 18 de agosto de 1937, los comisarios de la NKVD se llevaron a Maik Yohansen de su piso. Durante sus interrogatorios, Yohansen no ocultó sus opiniones políticas. Entre otras cosas, acusó al gobierno soviético de perseguir a los escritores ucranianos y otros miembros de la intelectualidad ucraniana. Maik Yohansen fue acusado de pertenecer a una «organización terrorista nacionalista burguesa ucraniana» ficticia. El Colegio Militar de la Corte Suprema de la Unión Soviética lo condenó a muerte por fusilamiento. La sentencia se llevó a cabo el 27 de octubre de 1937 en la prisión de la NKVD, en Kiev. La tumba simbólica del escritor se encuentra en el cementerio de Lukyanivka.

## Obra literaria
Al comienzo de su carrera literaria, Maik Yohansen escribió (especialmente poesía) principalmente en alemán y ruso. Sin embargo, desde 1919 comenzó a escribir solo en ucraniano, habiendo sido testigo de la brutalidad de las incursiones rusas en Járkov.

### Poesía
Según el período, los críticos clasifican la poesía de Maik Yohansen en los siguientes grupos: romántica, social-nacional y experimental: A la cumbre (en ucraniano: Д'горі, 1921), Revolución (en ucraniano: Революція, 1923), El círculo danzante (en ucraniano: Кроковеє коло, 1923), Prólogo a la comuna (en ucraniano: Пролог до Комуни, 1924), y Obras hasta ahora (en ucraniano: Доробок, 1924); sofisticado – El fresno (en ucraniano: Ясен, 1930); y realismo social: Baladas sobre la guerra y la reconstrucción (en ucraniano: Баляди про війну і відбудову, 1933).

### Prosa
En cuanto a la prosa de Maik Yohansen, sus obras se caracterizan por ser magistrales y «excelentemente modernas», vanguardistas, experimentales, «sofisticadas mistificaciones literarias» y «modernistas de transformación». Su novela experimental más conocida es Los viajes del científico doctor Leonardo y su futura amante la bella Alcesta a la Suiza de Slobidska (en ucraniano: Подорож ученого доктора Леонардо і його майбутньої коханки прекрасної Альчести у Слобожанську Швайцарію, 1928).
1925 - 17 minutos (en ucraniano: 17 хвилин), colección de cuentos.
1925 - Las aventuras de MacLayston, Harry Rupert y otros (en ucraniano: Пригоди Мак-Лейстона, Гаррі Руперта та інших), novela.
1928 - Los viajes del científico doctor Leonardo y su futura amante la bella Alcesta a la Suiza de Slobidska (en ucraniano: Подорож ученого доктора Леонардо і його майбутньої коханки прекрасної Альчести у Слобожанську Швайцарію), novela experimental.
1931 - La vida de Hai Serhiievych Shaiba (en ucraniano: Життя Гая Сергійовича Шайби), colección de cuentos.
1931 - Historias sobre Michael Parker (en ucraniano: Оповідання про Майкла Паркера), colección de cuentos.
1932 - El viaje de un hombre con gorra (en ucraniano: Подорож людини під кепом), boceto de viaje.
1933 - Un viaje a Daguestán (en ucraniano: Подорож у Даґестан), boceto de viaje.
1936 - Kos-Chagil en el río Emba (en ucraniano: Кос Чагил на Ембі), boceto de viaje

### Traducciones
Maik Yohansen sabía griego antiguo, latín, alemán, francés e inglés. También tenía buenos conocimientos de las lenguas escandinavas y varias lenguas eslavas. Sus traducciones incluyen obras de Friedrich Schiller, William Shakespeare, Edgar Allan Poe y otros.

### Teatro y cine
Maik Yohansen es autor de varias obras teatrales. En varias ocasiones colaboró con el famoso Les Kurbas y su teatro Berezil. Algunas de sus obras más notables incluyen una adaptación ucraniana de El Mikado de Gilbert y Sullivan.
1927: guion de la película muda Zvenihora (en ruso: Звeнигopа) de Oleksander Dovzhenko. La película se considera un hito del cine ucraniano. Maik Yohansen coescribió el guion con Yuri Tiutiunik.
1929 - adaptación de Hello on Frequency 477 (Allo na khvyli 477), en colaboración con Mikola Jviliovi y Ostap Vishnia.

### No ficción
Maik Yohansen participó en algunos proyectos importantes sobre el idioma ucraniano. Participó en la creación de la ortografía ucraniana estandarizada, que fue adoptada oficialmente en 1928 y trabajó en la latinización del ucraniano. Escribió estudios sobre compilación de diccionarios y fonética, como la pronunciación ucraniana literaria y dialectal, particularmente en las regiones de Shyshaky y Myrhorod.
1922 - Reglas elementales de versificación ('Elementarni zakony versyfikatsiï').
1926 - Cómo construir una historia corta (en ucraniano: Як будується оповідання).
1926 - Diccionario ruso-ucraniano, en colaboración con Mikola Nakonechni, Kostiantin Nimchinov y Boris Tkachenko.
1929 - Diccionario ruso-ucraniano de refranes populares, en colaboración con H. Mlodzinski.